# Masdevallia stirpis
Masdevallia stirpis är en orkidéart som beskrevs av Carlyle August Luer. Masdevallia stirpis ingår i släktet Masdevallia och familjen orkidéer. Inga underarter finns listade i Catalogue of Life.